# Esther Galil
Esther Galil (hebrero: אסתר גליל, árabe: ااستير الجليل; Safí, 28 de mayo de 1945) es una cantautora y pintora franco-israelí afincada en Los Ángeles desde hace más de 20 años.

## Biografía
Nació en Marruecos en una familia de 12 hermanos, de madre marroquí y padre español (Toledo)
De pequeña se instaló primero en Haifa y luego trabajó en un kibbutz de Ascalón. Más tarde se mudó a Francia, donde comenzó una carrera como cantante. Su canción Le jour se lève fue número 1 en Francia más de cuatro semanas en 1971.

## Discografía

### Álbumes de estudio
- Ma Liberté (1974)
- Z. Land (1976)
- Esther Galil (2005)

### Álbumes compilatorios
- 80's (2006)
- 90's (2006)
- 70's (2013) (download-only)

### Trabajos ampliados
- Oh! Non (1966) (released as 'Jackie Galil')[2]

### Sencillo
- "תחפושת חדשה" (tr. "New Costume") (1969) (released as 'Jackie Galil' in Israel only)[3]
- "J’attends l’homme" (1971)
- "Le jour se lève" (1971) – No. 1 France,[4] No. 6 Belgium[5]
- "Oh Lord" (1971) – No. 46 France,[4] No. 45 Belgium[5]
- "Les fusils" (1972)
- "Amour ma délivrance" (1972)
- "Ma liberté" (1972) – No. 31 France[4]
- "Delta Queen" (1972)
- "Bald kommt der Morgen (Le jour se lève)" (1972)
- "Shalom dis-moi shalom" (1973)
- "Cherche l’amour" (1973)
- "Das Mädchen, das dich liebt" (1973)
- "Harlem Song" (1973) – No. 19 France[4]
- "Sonja, komm zurück" (1973)
- "On est fait pour vivre ensemble" (1974)
- "Le cri de la terre" (1974)
- "Ma vérité" (1975)
- "With You" (1975)
- "Je m’en vais" (1976)
- "Bossana" (1976)
- "Route number infini" (1977)
- "Lover for Ever" (1978)
- "All or Nothing" (1979)
- "Les mots qui fâchent" (1980)
- "En dehors du blues" (1982)
- "Interdit par la loi" (1988)